# スペルトコムギ
スペルトコムギ（スペルト小麦、学名: Triticum spelta）は、約7千年前に栽培されだした小麦の一種である。スペルト小麦は青銅器時代から中世にかけてヨーロッパの多くの地域で主食となっていた。現在では中央ヨーロッパやスペイン北部で遺存種として残っており、健康食品として市場を拡大しつつある。

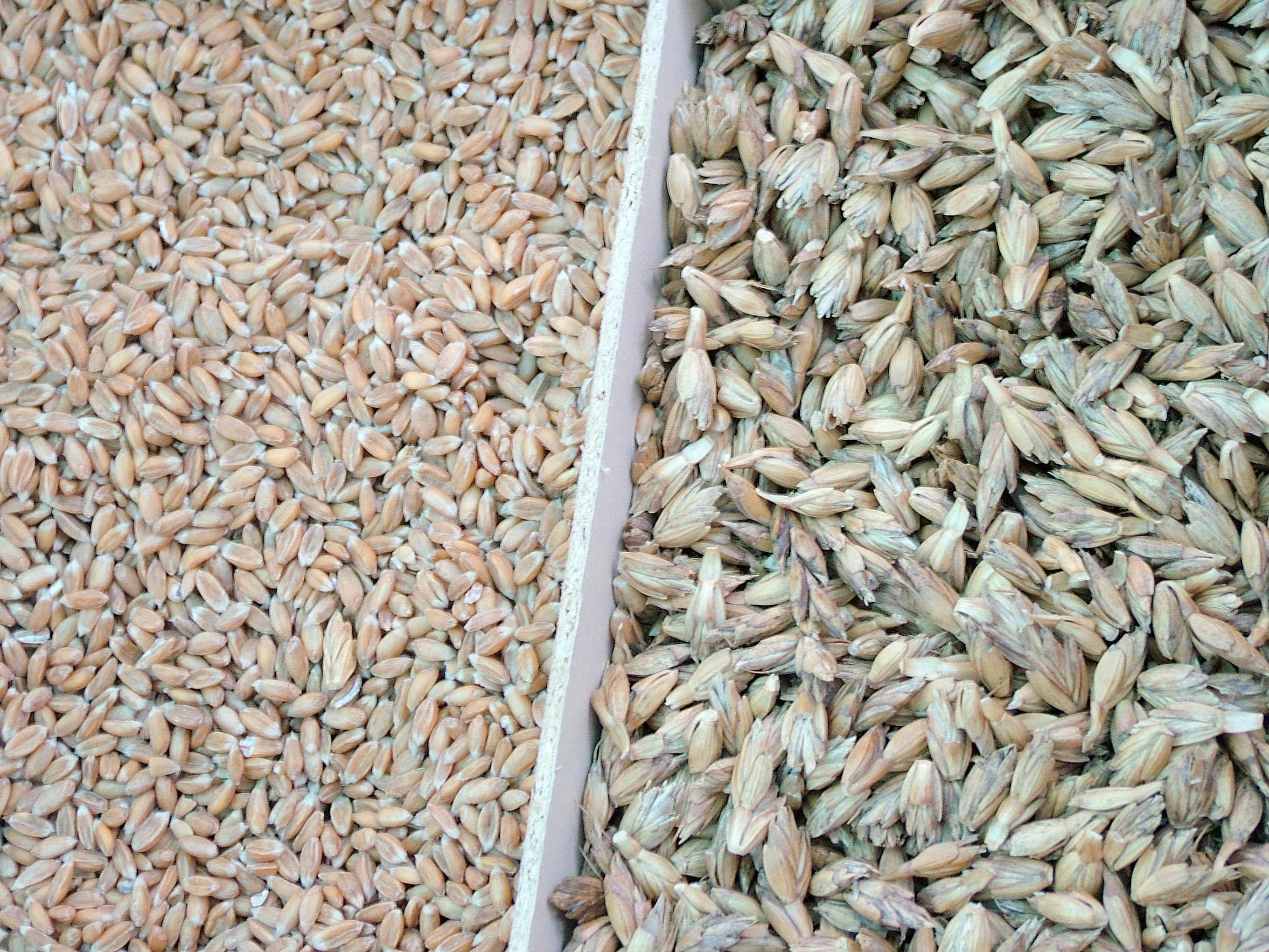
スペルト小麦（左: 脱穀後、右: 脱穀前）

## 進化
スペルトコムギ（AABBDDゲノム）は遺伝子解析によれば、自然発生的にエンマー小麦などの4倍体の栽培用小麦（AABBゲノム）と近東に自生しているタルホコムギ（DDゲノム）が交雑したものとされる。9,000年前には中東で栽培が行われていた。
遺伝的にはパンコムギ（AABBDDゲノム）とエンマーコムギの交雑によっても生じるが、この交雑までに4倍体の小麦とタルホコムギが交雑しなければならない。しかし、ヨーロッパではスペルト小麦の出現が遅く、パンコムギとエンマーコムギの交雑により生じた可能性がある。近年のDNA解析では、パンコムギとエンマーコムギの交雑によりヨーロッパでスペルト小麦が現れたことを裏付けているしかし、完全にアジアとヨーロッパのスペルト小麦が別々の起源をもつか、近東に単一の起源をもつかはわかっていない。

## 歴史
ギリシャ神話では、スペルト小麦は女神デーメーテールからギリシャ人への贈り物であった。紀元前5千年紀のスペルト小麦の痕跡が南コーカサスや黒海北東岸で見つかっている。また、ヨーロッパではスペルト小麦に関する記録が多く残っている。 中央ヨーロッパでは後期新石器時代（紀元前2500年 - 紀元前1700年頃）のスペルト小麦の痕跡が見つかっている。青銅器時代にはヨーロッパ全土へと広まり、鉄器時代にはドイツ南部やスイス、紀元前500年ごろにはブリテン島で一般に栽培されていた。
古代ローマにおいて結婚式において新郎と新婦がスペルト小麦のケーキを分かち合っていた。また、古代ローマ人はスペルト小麦が炭水化物を多く含んでいることから「進軍の穀物」と呼んでいた。
中世にはスイス、チロル地方、ドイツ、フランス北部、低地諸国南部で栽培されていた。9世紀にはヨーロッパにおいて主要な穀物であった。これは殻があることから寒冷な地域にも適応し、貯蔵にも向いていたためであると考えられている。
アメリカ合衆国には1890年代にもたらされた。20世紀にはいると、スペルト小麦を栽培していた農家のほとんどがパンコムギの栽培に切り替えた。20世紀終わりにかけて有機農業によって少ない肥料で栽培できるスペルト小麦が再び注目されるようになった。21世紀初めから製パンやパスタ作り、フレーク作りにも用いられるようになった。 

## 栄養価
スペルト小麦はグルテンを含んでおり製パンに適するが、セリアック病、非セリアック・グルテン過敏症、小麦アレルギーなどグルテン関連障害をもつ者には不適である。冬小麦と比べるとグリアジン比率、グルテニン比率が高く、基質タンパク質の溶解性が高い。

## 製品

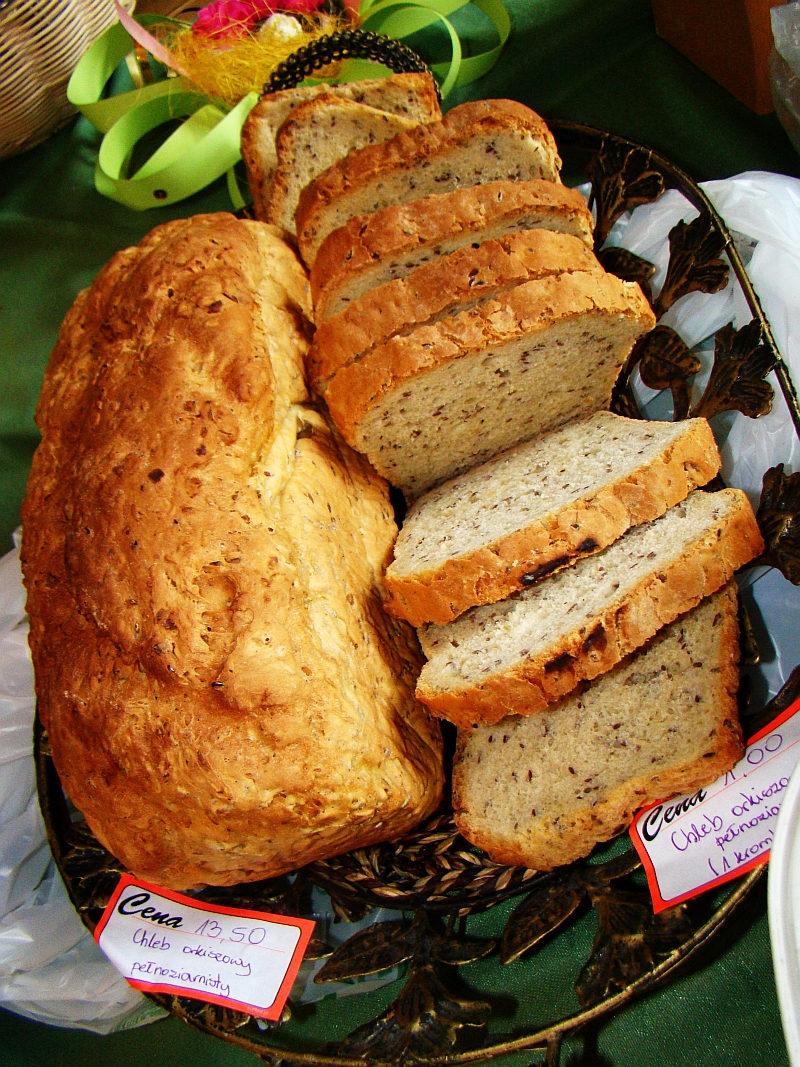
ポーランドの、スペルトコムギの全粒パン。

ドイツとオーストリアでは、スーパーマーケットでスペルト小麦粉が、スペルト小麦のパンとロールパン（Dinkelbrot）がパン屋で手に入る。熟していないスペルト小麦は乾燥させてグリュンケルンとして食される。
オランダの蒸留酒であるイェネーフェルはスペルト小麦を用いて蒸留している。バイエルン州やベルギーでは時折スペルト小麦からビールを醸造している。